# Apteka (zespół muzyczny)
Apteka – polski zespół rockowy.

## Historia

### 1983–1993
Powstał w 1983 roku w Gdyni z inicjatywy Jędrzeja „Kodyma” Kodymowskiego (śpiew, gitara) i Macieja Błasiaka (śpiew, gitara, bas, klawisze, trąbka). Do 1987 roku w grupie występowali m.in. Jacek Łada (perkusja), „Siwy” (saksofon), Ewa Golianek (śpiew, instrumenty klawiszowe) oraz Małgorzata Bachora (chórki). W 1987 do „Kodyma” dołączył nowy perkusista Maciej Wanat, znany z występów w grupie Bóm wakacje w Rzymie. W tym samym roku „Kodym”, Maciej Błasiak, Maciej Wanat, Ewa Golianek i Małgorzata Bachora nagrali utwory „Synteza” i „AAA...”, wydane rok później na kompilacji pt. Gdynia. Pod koniec roku 1988 Apteka liczyła już tylko dwóch członków tj. Jędrzeja Kodymowskiego (gitara, śpiew) i Macieja Wanata (perkusja), którzy zrealizowali pierwszy album pt. Big Noise, wydany dopiero w 1990 roku. Jeszcze w 1988 roku do grupy dołączyli gitarzysta Janusz Sokołowski oraz basista Marcin Ciempiel współpracujący poprzednio z grupami Oddział Zamknięty, Fotoness, Tilt i Maanam. W tym składzie grupa realizuje wydany w 1992 roku album pt. Narkotyki, zrealizowany we współpracy z Adamem Toczko, właścicielem Modern Sound Studio. W tym samym składzie w 1993 roku zespół nagrał płytę Urojonecałemiasta, która została wydana jedynie na kasecie, mimo że kontrakt z wytwórnią SPV Poland obejmował również wydanie jej w formie CD. Po latach „Kodym” wygrał proces z wytwórnią, dzięki któremu dostał odszkodowanie i prawa do materiału. W nocy z 15 na 16 maja 1993 roku w wypadku samochodowym zginął Maciej Wanat. Po występie na festiwalu Jarocin '93 (Wanata zastąpił Włodzimierz Tafel) działalność zespołu została zawieszona.

### 1994–1998
W 1994 po namowach basisty Olafa Deriglasoffa, „Kodym” reaktywował Aptekę. W składzie znaleźli się również perkusista Jacek Stromski i gitarzysta Piotr Nalepa, który jednak później wybrał grę w zespole swojego ojca, Tadeusza. Trzyosobowy skład nagrał w 1995 roku album Menda. Więcej na nim słychać punku, choć pozostała charakterystyczna dla zespołu psychodelia. Powstały teledyski do utworów „Gdynia Nocą” oraz „Synteza”. W 1996 roku zespół nagrał album Spirala, na którym zawarte są nowe wersje utworów znanych z poprzednich płyt. Niedługo po jego nagraniu zespół opuścił Olaf Deriglasoff. Jego miejsce zastąpił Sławomir Czarnata, jednak Apteka nie prowadziła działalności. W 1998 roku „Kodym” zawiesił zespół i wyjechał na półroczną podróż po Ameryce Południowej. Po powrocie „Kodym” próbował uruchomić Aptekę, jednak żaden skład nie utrzymał się długo. W 2003 roku nakładem wytwórni Sonic Records ukazał się CD Psychedelic Underground. Zawierał on wszystkie utwory z wydanej w 1993 kasety Urojonecałemiasta i kilka utworów z Narkotyków. Album ten nie jest autoryzowany przez zespół, podobnie jak kaseta Live ’92.

### Po 2003
W marcu 2003 grupa wznowiła działalność. Cztery miesiące później muzycy („Kodym”, basista Jacek Żołądek oraz perkusista Grzegorz Puzio) nagrali we wrocławskim studiu dwa utwory: „Korowód” i „Zagłada robactwa” („Korowód” trafił na winylową wersję albumu Menda). W 2007 „Kodym” z nowym składem zespołu (basista Marcin Ciempiel i perkusista Artur Hajdasz) nagrał album Apteka. W czerwcu tego samego roku znowu nastąpiły personalne zmiany w grupie, przez co wiele koncertów zostało odwołanych. Miejsce Ciempiela zajął basista Janek Witaszek, a Hajdasza perkusista Marcin Słomiński. W tym składzie 29 czerwca 2007 Apteka zagrała koncert na Heineken Open’er Festival w rodzinnej Gdyni. W 2009 Słomińskiego zastąpił Seweryn Narożny. W 2010 muzycy nagrali nową płytę Tylko dla..., która ukazała się pod koniec czerwca. W 2011 r. Apteka w składzie Jędrzej Kodymowski, Grzegorz Puzio, Jacek Żołądek wystąpiła na XVII Przystanku Woodstock.

## Muzycy

### Obecny skład
- Jędrzej „Kodym” Kodymowski – gitara, śpiew (1983–1993, 1994–1998, od 2007)
- Janek Witaszek - gitara basowa (2007-2010, od 2023)
- Seweryn Narożny - perkusja (2008-2010, od 2023)

### Byli członkowie
- Kamila Bilińska – gitara basowa (2015–2016)
- Michał „Bunio” Skrok – gitara basowa (2015)
- Jacek Żołądek – gitara basowa (2003–2007, 2010–2015)
- Maciej Błasiak – gitara basowa, śpiew (1983–1988)
- Ewa Golianek – śpiew, instrumenty klawiszowe (1983–1987)
- Małgorzata Bachora – chórki (1983–1987)
- „Siwy” – saksofon (1983–1987)
- Jacek Łada – perkusja (1983–1987)
- Maciej Wanat – perkusja, instrumenty klawiszowe (1987–1993)
- Janusz Sokołowski – gitara (1988–1993)
- Marcin Ciempiel – gitara basowa (1988–1993, 2007)
- Piotr Nalepa – gitara (1994)
- Olaf Deriglasoff – gitara basowa, śpiew (1994–1996)
- Jacek Stromski – perkusja (1994–1998)
- Marcin Stromski – perkusja (1998- 2000)
- Sławomir Czarnata – gitara basowa (1996–1998)
- Artur Hajdasz – perkusja (2007)
- Marcin Słomiński – perkusja (2007–2008)
- Paweł Szychulski – gitara basowa (2016-2023)
- Karol Kropiewski – perkusja (2015-2023)

## Dyskografia

### Albumy
- Big Noise (1990)
- Narkotyki (1992)
- Urojonecałemiasta (1993)
- Menda (1995)
- Spirala (1996)
- Apteka (2007)
- Tylko dla... (2010)
- Od pacyfizmu do ludobójstwa (2012)

### Albumy koncertowe
- Live ’92 (1993)
- Apteka (2023)

### Kompilacje
- 25 lat na linii frontu (2010)[3]

### Kompilacje różnych wykonawców
- Gdynia (1988) – utwory: „Synteza” i „AAA...”
- Fala II (1988) – utwór: „Lucky Sniff”